# Anemonia gracilis
Anemonia gracilis is een zeeanemonensoort uit de familie Actiniidae. De anemoon komt uit het geslacht Anemonia. Anemonia gracilis werd in 1833 voor het eerst wetenschappelijk beschreven door Quoy & Gaimard. 